# Roberto Poggiali
Roberto Poggiali   (Florència, 16 d'abril de 1941) va ser un ciclista italià que fou professional entre 1963 i 1978. Durant la seva carrera professional aconseguí 10 victòries, destacant la Fletxa Valona de 1965 i la Volta a Suïssa de 1970.

## Palmarès
Palmarès de Roberto Poggiali.
- 1959
  - 1r a la Coppa Cicogna
- 1965
  - 1r a la Fletxa Valona
  - Vencedor d'una etapa a la Volta a Catalunya
- 1970
  - 1r a la Volta a Suïssa
- 1971
  - 1r de la Copa Sabatini
- 1972
  - 1r del Gran Premi de Canes
- 1973
  - Vencedor d'una etapa al Giro de la Pulla
- 1974
  - 1r al Giro del Laci
  - 1r a Magliano
- 1975
  - 1r al Giro del Friuli
- 1976
  - 1r al Giro d'Úmbria

### Resultats al Giro d'Itàlia
- 1963. 24è de la classificació general
- 1964. 14è de la classificació general
- 1965. 8è de la classificació general
- 1966. 22è de la classificació general
- 1967. 19è de la classificació general
- 1969. 14è de la classificació general
- 1970. 11è de la classificació general
- 1971. 32è de la classificació general
- 1972. 31è de la classificació general
- 1973. 12è de la classificació general
- 1974. 20è de la classificació general
- 1976. 12è de la classificació general
- 1977. 32è de la classificació general
- 1978. 36è de la classificació general

### Resultats al Tour de França
- 1967. 27è de la classificació general
- 1969. 51è de la classificació general
- 1975. 22è de la classificació general

### Resultats a la Volta a Espanya
- 1968. 35è de la classificació general